# Porcupinychus humilis
Porcupinychus humilis är en spindeldjursart som beskrevs av Meyer 1987. Porcupinychus humilis ingår i släktet Porcupinychus och familjen Tetranychidae. Inga underarter finns listade i Catalogue of Life.